# Magyar Fotótörténeti Társaság
A Magyar Fotótörténeti Társaság (MAFOT) 2007 nyarán alakult egyesület. Alapítói és tagjai Archiválva 2017. április 15-i dátummal a Wayback Machine-ben fotómuzeológiával, fotótörténettel, fotókultúrával foglalkozó szakemberek.
A Mafot mint szakmai szervezet alapítása óta aktívan részt kíván venni a gyűjteményekben őrzött fotográfiai dokumentumok védelmével, archiválásának módszertanával, nyilvántartásával és tudományos feldolgozásával összefüggő feladatok megoldásában. Fontosnak tartja a gyűjtemény-, és műtárgyvédelmi kérdésekkel kapcsolatos információk összegyűjtését és közvetítését, és iránymutató szakmai állásfoglalások kialakítására törekszik a fotográfiai dokumentumok forgalmával és piaci felhasználásával kapcsolatos kérdésekben. A Társaság legfőbb céljának tekinti, hogy a védendő kulturális javak sorában a fotográfiák számára is biztosítsa a történeti fontosságuknak megfelelő helyet. Ennek érdekében tudományos és ismeretterjesztő programjain és internetes felületein szorgalmazza a fotóműtárgyak és fotódokumentumok megbecsülését, védelmét, társadalomtörténeti kutatását és nyilvánosságra hozását. Honlapján adattárak, digitalizálásra és műtárgyvédelemre vonatkozó alapelvek is elérhetők. Hivatalos székhelye a Néprajzi Múzeum épületében található.